# Маи Јамани
Маи Јамани (арап. May Yamānī مي يماني‎‎; рођена 1956) саудијска је списатељица, научница и антрополог.

## Детињство
Маи Јамани је рођена 1956. године у Каиру, Египат, од мајке Ирачанке из Мосула и оца Саудијца из Меке. Њен отац је шејх Ахмед Заки Јамани који је стекао светску славу као саудијски министар нафтних послова. Њени преци са очеве стране су дошли из Јемена, отуда презиме Јамани „из Јемена”. Њено рано образовање укључује школовање у Багдаду и Џеди. Похађала је гимназију у реномираној Шато мон-шуи у Лозани, у Швајцарској, у периоду од 1967-1975. Она је дипломирала је на Брин Мар колеџу, Филаделфија, уз највише почасти, а потом је на Универзитету Оксфорд била прва Саудијка која је завршила мастер и докторат из филозофије на тему социјалне антропологије.

## Каријера
Каријеру је започела као универзитетски предавач у Саудијској Арабији и постала је професор на водећим светским истраживачким центрима у САД, Европи и на Блиском истоку. Била је истраживач у Краљевском институту за међународне односе у Лондону, гостујући сарадник на институту Брукингс у Вашингтону, и гостујући професор на Карнеги блискоисточном центру у Бејруту. Она течно говори арапски, енглески, француски и шпански језик, и поседује знање персијског, хебрејског и италијанског.

## Књижевна дела
- Феминизам и ислам: Правне и књижевне перспективе (1996)
- Владавина права и људска права на Блиском истоку и у исламском свету: Људска права и правни процес (2000)
- Измењени идентитети: Изазов нове генерације у Саудијској Арабији (2000)[3]
- Колевка ислама - Хеџаз и потрага за идентитетом у Саудијској Арабији (2004)[4]